# Karl von Stengel (Jurist)

Karl von Stengel (Jurist)

Karl Michael Joseph Leopold Freiherr von Stengel (* 26. Juni 1840 in Peulendorf bei Bamberg; † 6. April 1930 in Freising) war ein deutscher Richter und Rechtswissenschaftler. Er war der erste preußische Professor auf einem alleinigen Lehrstuhl für Verwaltungsrecht.

## Leben
Freiherr von Stengel wurde 1840 als Sohn des Försters Franz Freiherr von Stengel (* 1808; † 1860) und dessen Frau Friederike Frank (* 1816; † 1879) in Peulendorf geboren. Er studierte von 1859 bis 1863 Rechts- und Staatswissenschaften an der Universität München und legte das Assessorexamen ab. 1870 begann er im Bayerischen Justizministerium. Danach wurde er Landgerichtsrat im Reichsland Elsaß-Lothringen (Mühlhausen 1871 und Straßburg 1879).
1881 wurde ihm aufgrund seiner umfangreichen Publikationen zum preußischen Verwaltungs- und Bodenrecht die Doktorwürde verliehen und er an der Universität Breslau nach der Einführung des Lehrfachs (1881) zum ersten preußischen Ordinarius für nur Verwaltungsrecht berufen. Er lehrte Verwaltungs-, Staats- und Kirchenrecht sowie Rechtsphilosophie; außerdem setzte er sich mit dem Kolonialrecht auseinander. 1890 wurde er als Nachfolger von Joseph von Held an die Universität Würzburg berufen, wo er allgemeines, deutsches und bayerisches Staatsrecht, Rechtsphilosophie und Völkerrecht lehrte; sein Nachfolger war Robert Piloty. Ab 1895 war er Professor für Staats- und Kirchenrecht an der Landesuniversität in München, wo er bis zu seinem Tode 1930 unterrichtete.
1899 war er Deutscher Vertreter auf der Haager Friedenskonferenz. Er war Mitglied der Deutschen Kolonialgesellschaft, des Deutschen Flottenvereins und des Institut International Colonial. 1906 wurde er von Reichskanzler Bernhard von Bülow als Sachverständiger in die Untersuchungskommission zur Tätigkeit der Bergwerksgesellschaften in Südwestafrika berufen.
Sein 1890/97 herausgegebenes Wörterbuch des deutschen Verwaltungsrechts avancierte zu einem Standardwerk.
Er war verheiratet seit 1871 mit  Caroline Ott aus München. Das Ehepaar hatte eine Tochter Hedwig und zwei Söhne. Der jüngere Sohn Heinrich war 1905 kgl. bayr. Leutnant in Würzburg und starb als Offizier höchstwahrscheinlich während des Maji-Maji-Aufstands in Deutsch-Ostafrika; Sohn Hermann trat in den Dienst des Auswärtigen Amtes ein, war u. a. Gesandter in Bolivien. Karl Freiherr von Stengel hatte des Weiteren die Schwester Katharina, die den Fabrikanten Hermann Escherich aus Schwandorf ehelichte, und sein Bruder Heinrich gründete auch eine Familie und wurde Mineralwerkbesitzer in Regensburg.

## Schriften (Auswahl)
Nachfolgend eine Auswahl von Schriften (ohne Vorträge):
- Die Zuständigkeit der Verwaltungsbehörden und Verwaltungsgerichte nach dem Preussischen Zuständigkeitsgesetze vom 1. August 1883 (zgest., 1884)
- Lehrbuch des deutschen Verwaltungsrechts (1886)
- Die staats- und völkerrechtliche Stellung der deutschen „Kolonien“ und ihre zukünftige Verfassung (1886)
- Wörterbuch des deutschen Verwaltungsrechts (5 Bd. 1890/97; 2. Aufl. 1911/14, 3 Bd.: Wörterbuch des deutschen Staats- und Verwaltungsrechts, hrsg. mit Max Fleischmann)
- Das Staatsrecht des Königreichs Preussen (1894)
- Deutsche Kolonialpolitik (1899; 2. Aufl. 1900)
- Rechtsencyclopädie zum Gebrauche für Forstmänner (1900)
- Die Rechtsverhältnisse der deutschen Schutzgebiete (1901)
- Der Kongostaat (1903)
- Quellensammlung zum Verwaltungsrecht des Deutschen Reiches (zsgest., 1907)
- Weltstaat und Friedensproblem (1909)
- Zur Frage der wirtschaftlichen und zollpolitischen Einigung von Deutschland und Oesterreich-Ungarn (1915)